# Istruzione in Australia
L'istruzione in Australia è essenzialmente un servizio offerto ai cittadini da stati e territori. Ogni stato o territorio si occupa di regolare e finanziare le scuole pubbliche e private che si trovano all'interno della loro giurisdizione. Il governo federale finanzia le università, le quali regolamentano in maniera autonoma i propri ordinamenti didattici. Generalmente, l'istruzione australiana segue per il percorso formativo degli studenti un modello ripartito su tre livelli:
- primary schools: istituti corrispondenti alle scuole elementari italiane;
- secondary schools/high schools: istituti corrispondenti alla scuola secondaria italiana.
- università o T.A.F.E. (Technical and Further Education) Colleges.

Il Programma per la valutazione internazionale dell'allievo classifica il sistema educativo australiano, per il 2006, al 6º posto nella graduatoria sulla lettura, all'8º per la scienza e al 13º per la matematica. L'Indice dell'Educazione, pubblicato con l'Indice di sviluppo umano dell'ONU del 2008 basandosi sui dati relativi al 2006, classifica l'Australia con uno 0,993, dato fra i più alti al mondo a pari merito con Danimarca, Finlandia e Nuova Zelanda.
La durata dell'istruzione obbligatoria è stabilita per legge da ogni singolo stato e oscilla dai 15 ai 17 anni d'età. L'istruzione non obbligatoria è regolamentata all'interno dell'Australian Qualifications Framework, un sistema unificato di titoli di studio nazionali nell'ambito delle scuole, della formazione professionale, del TAFE e delle università.
L'anno scolastico per le primary schools, le secondary schools e i TAFE Colleges varia in base agli stati e territori, comunque di solito va dalle ultime settimane di gennaio o le prime settimane di febbraio, alla metà di dicembre. In mezzo sono previste, con differenze tra i vari enti locali australiani, delle vacanze o sospensioni dell'attività didattica.

Le università hanno invece anni accademici che vanno dalla fine di febbraio fino alla metà di novembre.
Nelle piccole comunità dell'interno dell'Australia non esistono scuole primarie e secondarie, a causa del numero ridotto di studenti spesso costituito da una o due unità, e pertanto esiste un sistema di insegnamento a distanza noto come School of the Air.